# 森下和哉
森下 和哉（もりした かずや、1965年5月30日 - ）は、元NHKのシニアアナウンサー、管理職。2001年には、スクウェア（現：スクウェア・エニックス）のゲームソフト『ファイナルファンタジーX』にブリッツボールのアナウンサー役でNHKアナウンサーとしては異例の声の出演を果たしている
。

## 人物
埼玉県立川越高等学校を経て明治大学政治経済学部卒業後、1989年NHKに入局。
2025年5月31日付でNHKを定年退職した。

## 過去の出演番組
新潟放送局時代
- 新潟県のニュース・中継・リポート

山形放送局時代
- 山形県のニュース・中継・リポート
- イブニングネットワークやまがた

松山放送局時代
- 愛媛県・四国地方のニュース
- てれごじ。

東京アナウンス室時代（1度目）
- BEAT MOTION（2000年4月 - 2002年4月6日）
- 爆笑オンエアバトル（2000年4月 - 2002年3月）
  - ※2000年7月30日放送回の収録では出演者の底ぬけAIR-LINEとアンタッチャブルに「司会ぶりは何KBなのか」と司会ぶりを審査され、その時に審査員の残っていたボールが全てバケツに流れるという驚きの事態が発生した(この様子は2000年8月20日放送の番外編でオンエアされた)。
- あなたが選ぶ思い出の紅白・感動の紅白（2001年12月）
- ふるさと自慢 うた自慢（2002年4月 - 2003年3月）

秋田放送局時代
- 秋田県のニュース・中継・リポート
- 秋田大曲全国花火競技大会2006（中継）
- 放送部副部長（アナウンス統括）

東京アナウンス室時代（2度目）
- NHK BSニュース（キャスター）
- おしゃべりクイズ疑問の館（司会）
- ここはふるさと旅するラジオ
- 副部長（ラジオ・総務担当）
- NHK BSニュース
- 京都放送局時代
- 京都ニュース845（不定期）
- ニュース630 京いちにち（編集責任者）
- ぐるっと関西おひるまえ・京都（編集責任者）
- 放送部副部長（アナウンス統括）
- 京都放送局制作番組の編集責任者

青森放送局時代
- 青森県のニュース
- NHKニュースあおもり845（不定期）
- NHKニュースあおもり645（不定期）
- あっぷるワイド（編集責任者）
- 放送部副部長（アナウンス統括）
- 青森放送局制作番組の編集責任者

日本語センター時代
- カムカムエヴリバディ（ニュース担当アナウンサー。声のみ）